# Frederick Warner
Sir Frederick Edward Warner, (31 de marzo de 1910 – 3 de julio de 2010) fue un ingeniero químico británico.Fue nombrado caballero en 1968, Miembro de la Royal Society en 1976, Medalla Leverhulme en 1978, Medalla Buchanan en 1982. Fue miembro fundacional de Royal Academy of Engineering. Warner también recibió en Dotorado Honorario de la Universidad Heriot-Watt en 1978. 
En 1986, Warner reunió a un grupo de expertos, todos mayores de 65 años, para visitar el desastre de Chernobyl. Al regresar a Gran Bretaña, propuso la formación de un grupo de trabajo permanente formado por científicos mayores que estarían disponibles para ingresar a áreas contaminadas después de accidentes nucleares graves para hacer evaluaciones iniciales de daños. Como resultado, se formaron Voluntarios para la Radiación Ionizante (VIR) y se incorporaron a las disposiciones de emergencia de la Orden de San Juan.
Warner murió el 3 de julio de 2010 a los 100 años.

## Legado
El legado de ingeniería química de Warner se recuerda a través del premio Sir Frederick Warner, un premio bienal presentado por IChemE (la Institución de Ingenieros Químicos) para reconocer a los jóvenes químicos que se haya revelado como una promesa excepcional en el campo de la tecnología de procesos químicos sostenibles, la tecnología nuclear o en hacer que la ingeniería química sea más accesible para una comunidad científica más amplia.